# Typton tortugae
Typton tortugae är en kräftdjursart som beskrevs av McClendon 1911. Typton tortugae ingår i släktet Typton och familjen Palaemonidae. Inga underarter finns listade i Catalogue of Life.